# کریس بریستو
کریستوفر ویلیام «کریس» بریستو (انگلیسی: Christopher William "Chris" Bristow؛ زادهٔ ۲ دسامبر ۱۹۳۷ در لمبت، لندن، درگذشتهٔ ۱۹ ژوئن ۱۹۶۰ در پیست اسپا-فرانکورشان، لیژ) رانندهٔ مسابقات اتومبیل‌رانی فرمول یک اهل بریتانیا بود که از فصل ۱۹۵۹ تا ۱۹۶۰ در مجموع در چهار گراند پری شرکت کرد، اما موفق به کسب هیچ امتیازی نشد.
بریستو در ۱۹ ژوئن ۱۹۶۰ بر اثر تصادف رانندگی و برخورد خودرویش با موانع با سرعت ۱۹۰ کیلومتر بر ساعت در پیست اسپا-فرانکورشان، لیژ درگذشت.